# 統一多拿滋
台灣 mister donut 為2004年9月由統一集團與日本樂清以各自持股50%的方式合資設立「統一多拿滋股份有限公司」。

## 發展簡史
- 2004年10月1日在臺灣第一家店於臺北市天母開幕[1]。到2024年10月為止，已經有100家店。

## 外部連結
- （繁體中文） Mister Donut （页面存档备份，存于）
  - Mister Donut統一多拿滋官方粉絲團的Facebook專頁
- （日語） Mister Donut （页面存档备份，存于）
  - ミスタードーナツ的Facebook專頁
  - ミスタードーナツ的X（前Twitter）